# آري جرينور
آري جرينور (بالإنجليزية: Ari Graynor)‏ هي ممثلة أمريكية، ولدت في 27 أبريل 1983 ببوسطن في الولايات المتحدة. وقد درست بمدرسة (باكنجهام براون ونيكولز) الخاصة في كامبريدج، ماساشوستس. ثم التحقت بكلية (ترينيتي) في هارتفورد ولاية كونيتيكت ومن أشهر أفلامها (Mystic River) عام 2003.

## أعمال

### أفلام
- (2007) جريمة أمريكية
- (2009) الشباب في الثورة
- (2010) إدانة (فيلم 2010)
- (2010) ليلة موعد[6][7]
- (2011) جليس الأطفال[8]
- (2017) الفنان الكارثة
- (2018) المُرشح المتصدر
- (2020) شركاء محدودين
- (2020) سيدة أمريكا
- (2020) ببراعة

### مسلسلات
- أميريكان داد!
- ميامي
- فرينج
- فيرونيكا مارس

## وصلات خارجية
- آري جرينور على موقع IMDb (الإنجليزية)
- آري جرينور على موقع ألو سيني (الفرنسية)
- آري جرينور على موقع أول موفي (الإنجليزية)
- آري جرينور على موقع قاعدة بيانات برودواي على الإنترنت (الإنجليزية)
- آري جرينور على موقع قاعدة بيانات الأفلام السويدية (السويدية)
- آري جرينور على موقع إن إن دي بي (الإنجليزية)
- آري جرينور على موقع قاعدة بيانات الفيلم (الإنجليزية)
- آري جرينور على موقع كينوبويسك (الروسية)